# Beep Indústria e Comércio de Peças
Beep Indústria e Comércio de Peças Ltda. ist ein brasilianischer Hersteller von Automobilen.

## Unternehmensgeschichte
Claúdio Labate gründete 1977 das Unternehmen in São Paulo. Er begann mit der Produktion von Automobilen und Kit Cars. Der Markenname lautet Netuno.

## Fahrzeuge
Das erste Modell war ein Baja Bug, der Bugster genannt wurde. 1979 folgte ein Sportwagen. Dies war ein Coupé mit Motor von Volkswagen do Brasil.
Später stand der C im Sortiment. Dies war die Nachbildung des Chevrolet Corvette als Cabriolet. Auf ein ungekürztes Fahrgestell von VW mit Heckmotor wurde eine Karosserie aus Fiberglas montiert. Ein luftgekühlter Vierzylinder-Boxermotor mit 1600 cm³ Hubraum trieb die Hinterräder an. Das Fahrzeug war 440 cm lang und bot Platz für zwei Personen. Hiervon entstanden weniger als zehn Fahrzeuge.
Seit 1991 gibt es Fahrzeuge im Stile der 1900er, der 1920er und der 1930er Jahre ohne direktes Vorbild. Der Labate 1903 sieht aus wie Fahrzeuge aus der Zeit von 1903 bis 1909. Ein VW-Motor im Heck treibt die Fahrzeuge an. Ein Doppelphaeton ist überliefert. Der Labate 1922 auf dem Fahrgestell vom Ford Modell A hat einen Vierzylindermotor vom Chevrolet Opala. Der Labate 1929 ist ein Tourenwagen und der Labate 1934 eine Pullman-Limousine, beide mit V8-Motor von Ford.
2010 entstand auf einem Fahrgestell vom VW Käfer ein Fahrzeug für den Weihnachtsmann.